# Geelbruine vlekuil
De geelbruine vlekuil (Amphipoea fucosa) is een nachtvlinder uit de familie Noctuidae, de nachtuiltjes. De spanwijdte van de vlinder bedraagt tussen de 29 en 35 millimeter.
De drie in Nederland voorkomende soorten uit het geslacht Amphipoea zijn op het oog lastig te onderscheiden door de grote variabiliteit in de kleuren en vlek grootte. Genitaalonderzoek is de enige manier om absolute zekerheid te krijgen. De geelbruine vlekuil is wel vaak lichter van kleur dan de andere twee soorten.
De rupsen leven op de stengels en bladeren van grassoorten. De vliegtijd loopt van eind juni tot begin september.
De vlinder komt in heel Europa voor, in Nederland alleen algemeen op de Waddeneilanden en in de zuidelijke kuststreek van Zuid-Holland.